# Церква Петра і Павла (Одеса)
Церква Петра і Павла — православний храм в Одесі. Територія церкви із допоміжними спорудами займала досить великий квартал в межах сучасних вулиць 10 квітня, Академіка Ясиновського, Сєрова (раніше Ремесленна), і вулиця Олександра Кутузакія (раніше — Петропавлівська). Церква зруйнована у 1932 році комуністами під час Сталінського терору. Тепер на її місці зведена ЗОШ № 10, інтернат, дитячий садок, деякі інші споруди.

## Історія створення
Приміський район Одеси — Молдаванка — почав активно розвиватись на початку XIX століття. У 1820 році тут була зведена Архангело-Михайлівська церква, яка не вміщувала усіх віруючих. У 1826 році православна громада Молдаванки звернулася до міської влади із проханням про будівництво нового храму.
Під зведення нової церкви було виділено ділянку на Зовнішньому бульварі (тоді на місці сучасних вулиць Мечникова і 10 квітня проходив широкий бульвар) напроти вулиці Гулевої (тепер — вул. Кіри Муратової). У 1831 було спочатку зведено молитвений будиночок, який і послугував початком нової церкви.
Церква була зведена й освячена у 1839 році. Архітектором виступив відомий Франческо Боффо. Це був гарний храм із високою дзвіницею, здатний вміщати до 1000 парафіян. Усі сучасники цього храму відзначали, що у споруді «у вищому ступені вдало знайдені пропорції». Храм урочисто освятив архієпископ Херсонський і Таврійський Гавриїл (Розанов). Головний престол був освячений на честь апостолів Петра і Павла, праве крило — в честь Казанської Матері Божої, ліве — в честь Герасима Йорданського.
Церковному причту, крім самої церкви, належав триповерховий будинок, зведений у середині церковної огорожі, а також садиба на вулиці Разумовського. Сам причт церкви складався із настоятеля в чині протоієрея, двох священників, диякона і двох псаломщиків. При церкві діяло трирічне жіноче міське училище.

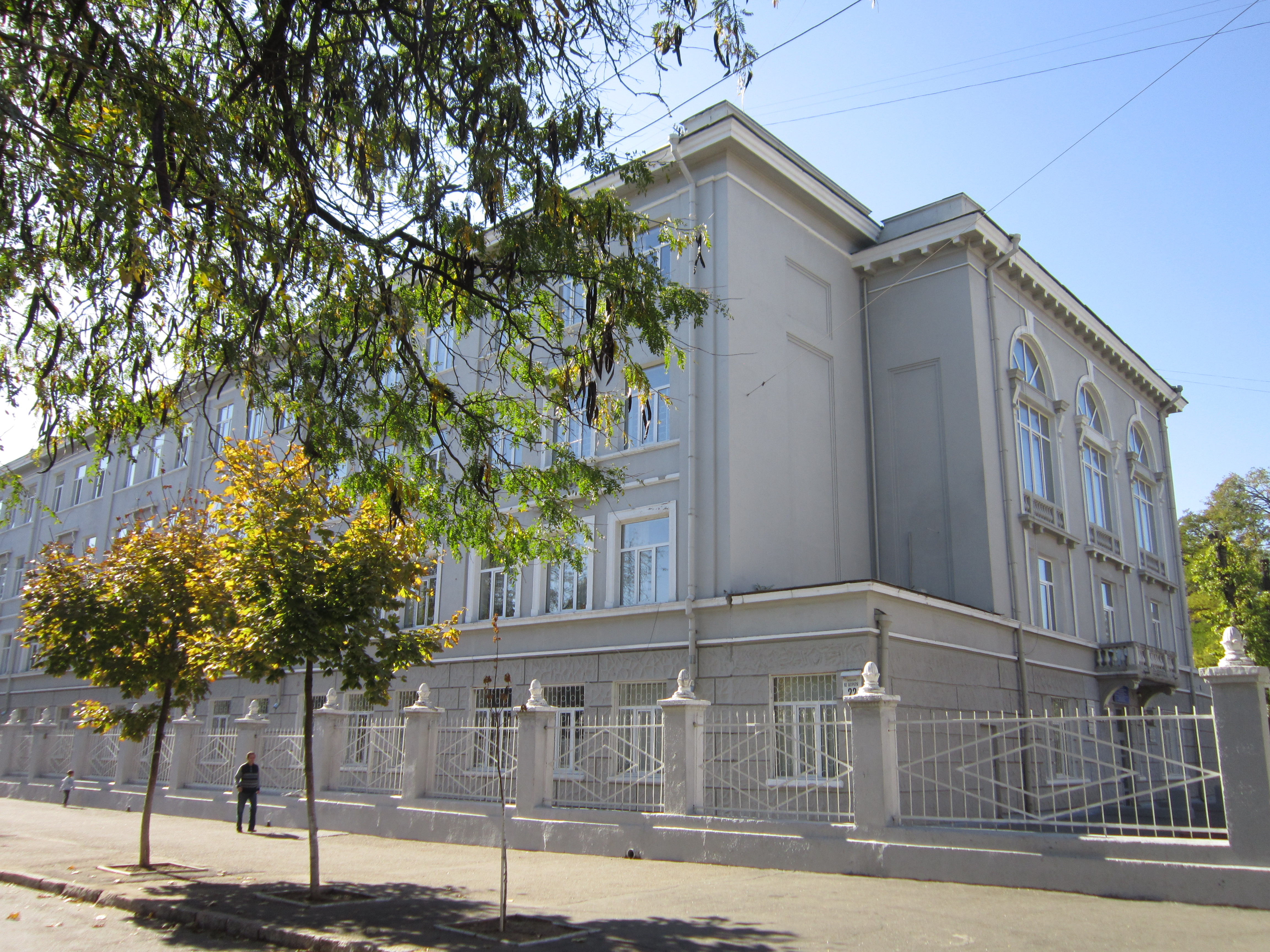
Будинок школи № 10, зведеної на місці церкви

Після приходу до влади більшовиків у церкві певний час продовжувалися богослужіння. Однак у січні 1932 року храм було закрито постановою міської ради і протягом року зруйновано. На місці церкви у 2-й половині 1930-х років на місці храму було зведено шкільну будівлю, де зараз діє Одеський обласний ліцей № 6 Одеської обласної ради. Іншу частину будівлі було зведено у 1939 році, зараз школи № 10.